# Сойва
Со́йва — река в Республике Коми, левый приток реки Северной Мылвы, бассейн Печоры.

## Этимология
На коми языке Сойва буквально «рукав-река», «река с рукавом», «река из двух равнозначных притоков».

## Физико-географическая характеристика
Длина — 154 км, площадь водосборного бассейна — 1790 км². Средний расход воды в 24 км от устья — 20,2 м³/с.
Сойва начинается на юге Тиманского кряжа, течёт на восток почти на всём протяжении. В верховьях берега покрыты лесом, в нижнем течении по берегам больше лугов и болот. Русло извилистое. В нижнем течении — посёлок Нижняя Омра, в черте которого в Сойву впадает крупный одноимённый приток. Впадает в Северную Мылву 10 километрами выше посёлка Троицко-Печорск. Высота устья — 95 м над уровнем моря.
Питание смешанное, с преобладанием снегового. Половодье с конца апреля по июнь. Замерзает в конце октября — начале ноября, вскрывается в конце апреля — начале мая.

## Притоки
(указано расстояние от устья)
- 50 км: река Нижняя Омра
- 58 км: река Паръёль
- 71 км: река Бадъёль
- 87 км: река Верхняя Омра
- 93 км: река Митьезаёль
- 120 км: река Седъёль

## Данные водного реестра
По данным государственного водного реестра России относится к Двинско-Печорскому бассейновому округу, водохозяйственный участок реки — Печора от истока до водомерного поста у посёлка Шердино, речной подбассейн реки — Бассейны притоков Печоры до впадения Усы. Речной бассейн реки — Печора.
Код объекта в государственном водном реестре — 03050100112103000060108.